# Esquire (časopis)
Esquire je mezinárodní pánský časopis vydávaný americkou mediální skupinou Hearst Corporation.

## Historie
První číslo vyšlo v říjnu 1933 a za vznikem a publikováním časopisu stáli David A. Smart, Henry L. Jackson a Arnold Gingrich. Postupně se časopis stal kultivovanějším se zaměřením na pánskou módu a přispívali do něj třeba Ernest Hemingway, Francis Scott Fitzgerald, Alberto Moravia, Andre Gide a Julian Huxley. Ve 40. letech stoupla jeho popularita především díky pin-up girls. V 60. letech časopis napomohl v průkopnictví trendu tzv. nové žurnalistiky tím, že otiskoval příspěvky autorů, jako byli Norman Mailer, Tim O'Brien, John Sack, Gay Talese, Tom Wolfe a Terry Southern. V srpnu 1969 v Esquiru vyšel článek An American Atrocity Normanda Poiriera, který byl jednou z prvních zpráv o americké krutosti ve válce ve Vietnamu.
V roce 1977 byl časopis Esquire prodán původními vlastníky Clayi Felkerovi, který jej o dva roky později prodal vydavatelství 13-30 Corporation z Tennessee. Za tohoto vlastnictví vznikla dámská obdoba časopisu s názvem New York Woman. V roce 1986 se vydavatelství rozpadlo a Esquire byl koncem roku prodán firmě Hearst Corporation.